# Алханов, Хайдар Минералович
Хайда́р Минера́лович Алха́нов (род. 18 февраля 1951, Караганда) — футболист (нападающий), тренер, спортивный функционер. Дед игрока сборной России Арсена Адамова.

## Биография
В 1967—1990 годах работал учителем физкультуры в 8-летней школе села Центарой Шалинского района. Активно занимался спортом. Получил 1 разряд по футболу. В 1976 году окончил Чечено-Ингушский государственный университет по специальности «Физическое воспитание». В 1977 году был признан лучшим нападающим на кубке «Золотой колос».
В 1985 году начал тренировать районные футбольные команды. В 1990—1991 годах тренировал клуб «Вайнах» (Шали). В 1992—1994 годах был главным и старшим тренером «Терек» (Грозный). В 1997 году был вице-президентом федерации футбола Чечни. В 1998 году — главный тренер сборной команды Чечни по футболу. Вице-президент ФК «Терек».
С 2000 года — председатель Государственного комитета Чеченской Республики по физической культуре, спорту и туризму. С 2001 года — министр Чечни по физической культуре, спорту и туризму. В 2013 году был назначен советником Главы Чеченской Республики по вопросам физической культуры и спорта.

## Награды
- Заслуженный тренер Чечни по футболу;
- Заслуженный работник физической культуры и спорта Чечни.